# Brawn BGP 001
Der Brawn BGP 001 war der Formel-1-Rennwagen des Brawn GP Formula One Teams in der Saison 2009. Davon wurden drei Exemplare gebaut und mit den Fahrern Jenson Button und Rubens Barrichello eingesetzt. Der Monoposto, ursprünglich von Honda Racing F1 unter der Bezeichnung Honda RA109 entwickelt, zeichnete sich in der ersten Saisonhälfte durch einen deutlichen Wettbewerbsvorteil aus: Er war mit einem sogenannten Doppeldiffusor ausgestattet, der einen Zeitvorteil von drei bis fünf Zehntelsekunden pro Rennrunde erbrachte.
Der Brite Button wurde mit dem Wagen Weltmeister, der Brasilianer Barrichello belegte am Ende der Saison den dritten Platz. Außerdem gewann das Brawn-Team die Konstrukteursweltmeisterschaft, als erstes Formel-1-Team im ersten Jahr seines Bestehens. Button und Barrichello gewannen insgesamt acht von siebzehn Rennen. Bei vier Rennen erzielte der Rennstall einen Doppelsieg.

## Entwicklung und Testfahrten
Der Brawn BGP 001 wurde ab April 2008 als Honda RA109 in Brackley entwickelt und war der erste Honda-Rennwagen, der unter der Leitung von Teamchef Ross Brawn entstand. Die Form des Autos wurde von drei Aerodynamikteams – Ross Brawn integrierte den Chefaerodynamiker des aufgelösten Super-Aguri-F1-Rennstalls, Ben Wood, in sein Team – mit Hilfe von vier Windkanälen entworfen; insgesamt 450 Mitarbeiter arbeiteten an der Fahrzeugentwicklung.
Leitende Konstrukteure waren Jörg Zander als technischer Direktor und Loïc Bigois als Aerodynamiker. Die Konstruktion hatte exakt die Abmessungen des Vorgängermodells: 470 cm lang, 180 cm breit und 95 cm hoch.
Als das Honda-Team erkannt hatte, dass die Piloten mit dem Honda RA108, dem Rennauto der Saison 2008, nicht in der Lage waren, um vordere Platzierungen zu fahren, legte es ab der Saisonmitte den Schwerpunkt auf die Entwicklung des Rennwagens für die Saison 2009. Nachdem Honda am 5. Dezember 2008 seinen Rückzug aus der Formel 1 bekannt gegeben hatte, wurde der Honda RA109 dennoch weiterentwickelt, um einem Käufer ein fertiges Fahrzeug anbieten zu können. Schließlich kaufte das Management um Ross Brawn am 3. März 2009 selbst das Team und benannte es in Brawn GP um. Jenson Button und Rubens Barrichello bildeten erneut das Fahrerduo.

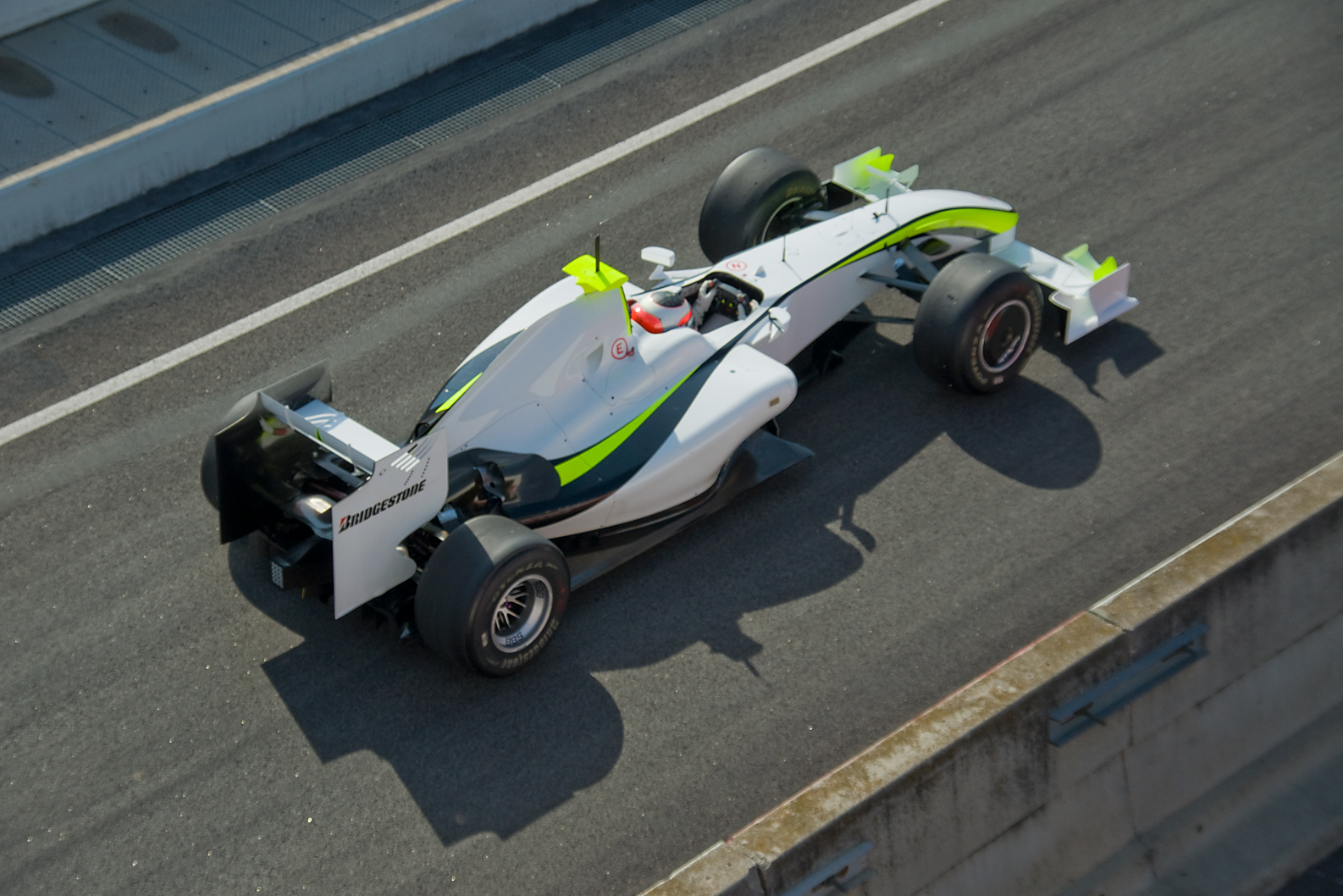
Barrichello im Brawn BGP 001 bei Testfahrten am 10. März auf dem Circuit de Catalunya

Am 6. März 2009 stellte Button den Brawn BGP 001 auf dem Silverstone Circuit in Großbritannien vor. Er fuhr den Wagen auf der Streckenvariante Stowe Circuit, die sich im Inneren des Bridge Grand Prix Circuits befindet. Während die anderen Teams schon mehrere Testfahrten absolviert hatten, stieg Brawn erst zu den Testfahrten vom 9. bis 12. März auf dem Circuit de Catalunya nördlich von Barcelona ein. Bis auf Toro Rosso und Brawn hatten alle Teams schon mehrere Testtage mit den neuen Rennwagen hinter sich. Die beiden Brawn-Piloten wechselten sich täglich ab. Am dritten Testtag erzielte Button seine erste Bestzeit mit mehr als einer Sekunde Vorsprung gegenüber dem zweitplatzierten Felipe Massa im Ferrari F60. Einen Tag später fuhr Barrichello die beste Rundenzeit dieser Testwoche mit einer Zeit von 1:18,926 Minuten vor Nico Rosberg im Williams FW31 mit 1:19,774 Minuten.
In der nächsten Woche, bei den Testläufen auf dem Circuito de Jerez vom 15. bis 17. März, knüpfte der Rennstall an die Form der ersten Testwoche an. Am ersten Tag erzielte Barrichello mit einem Vorsprung von sechs Zehntelsekunden die schnellste Rundenzeit vor Fernando Alonso im Renault R29. Am zweiten Tag fuhr Alonso die Bestzeit vor Barrichello. Am dritten Testtag, dem letzten vor der Saison, setzte sich Button mit der schnellsten Zeit der drei Testtage an die Spitze des Feldes.
Bereits nach dem ersten Testtag auf dem Circuit de Catalunya wurde im Fahrerlager über das Potential des Brawn BGP 001 diskutiert. Ross Brawn bestritt, dass die schnellen Rundenzeiten mit wenig Benzin erzielt wurden. Nach den ersten Testfahrten nahe Barcelona äußerten die Konkurrenten Verwunderung wegen der Rundenzeiten, die mit dem Brawn BGP 001 möglich waren. Der technische Direktor von Williams, Sam Michael, äußerte sogar die Befürchtung, dass Button und Barrichello den ersten Grand Prix mit über einer Runde Vorsprung gewinnen würden. Ferrari-Pilot Massa schätzte die Situation folgendermaßen ein: „Wir sind konkurrenzfähig – aber nur in der Liga hinter Brawn.“ Jenson Button beschrieb die Zuversicht, die die guten Ergebnisse der Testfahrten im Team auslösten, später so: „Die Daten haben uns früh gezeigt, dass wir einen Volltreffer gelandet haben. Schon als wir noch um die Rettung des Teams kämpften, wussten wir, dass wir ein Siegerauto hatten.“

## Technik

### Monocoque und Radträger
Die Konstruktion bestand wie bei anderen Formel-1-Fahrzeugen, aus einer ca. 45 kg schweren Monocoque-Grundstruktur aus kohlenstofffaserverstärktem Kunststoff. Daran wurden die Baugruppen Fahrwerk, Motor und Flügel angebracht. Der Anbau für den Frontflügel war die Knautschzone, um die Normen der vorgeschriebenen Crashtests zu bestehen.
Der Radstand betrug 3180 mm, die Spurweite vorne 1470 mm und hinten 1405 mm.
Die Radaufhängungen, doppelte Querlenker an Vorder- und Hinterrädern, bestanden aus Titan und kohlenstofffaserverstärktem Kunststoff. Über Druckstangen und Kniehebel (sogenannte „Pushrods“) wurden die innen – also nicht am Radträger, sondern im Monocoque – liegenden Feder- und Dämpfereinheiten von Sachs betätigt. Aktive Radaufhängungen waren verboten. Während Button mit nur einem Chassis die komplette Saison absolvierte, wechselte Barrichello für den Großen Preis von Singapur das Chassis.

### Aerodynamik

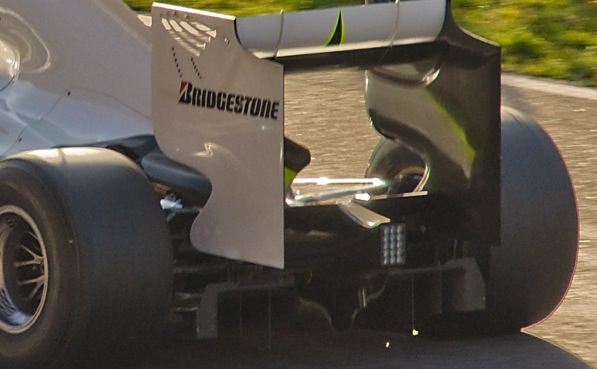
Der Doppeldiffusor des Brawn BGP 001

Zur Saison 2009 wurde das Reglement hinsichtlich der Flügel stark verändert. Der Frontflügel wurde in der Breite auf 180 cm (statt 140 cm) vergrößert, der Heckflügel in der maximalen Breite auf 75 cm (statt 100 cm) reduziert. Gleichzeitig musste der Heckflügel höher (95 cm statt 80 cm über der Fahrbahn) und der Frontflügel tiefer (5 cm statt 15 cm Mindestabstand zur Fahrbahn) angebracht werden. Das Reglement für den Diffusor wurde ebenfalls überarbeitet. Der Diffusor, ein 350 mm nach der Hinterachse beginnendes und bis auf maximal 175 mm Fahrzeughöhe ansteigendes Leitwerk am Ende des Unterbodens, vergrößert die Sogwirkung unter dem Rennwagen und erzeugt dadurch einen Ansaugeffekt. Er war bislang mit etwa 40 % am Anpressdruck eines Formel-1-Rennwagens beteiligt.
Mit diesen technischen Änderungen sollten die Luftverwirbelungen für nachfolgende Fahrzeuge reduziert und damit Überholvorgänge erleichtert werden.
Das besondere aerodynamische Merkmal des Brawn BGP 001 war der Doppeldiffusor mit Zentralkanal. Der Doppeldiffusor, am Brawn BGP 001 sowie am Williams FW31 und dem Toyota TF109 in der Saison 2009 zuerst angebracht, verstärkte den Ansaugeffekt durch eine zweite kürzere Platte über dem eigentlichen Diffusor. Der Doppeldiffusor des BGP 001 hatte darüber hinaus einen von unten nicht sichtbaren Zentralkanal, der gegenüber einfachen Diffusoren einen höheren Abtrieb und damit mehr Bodenhaftung erbrachte.
Die Teams Ferrari, BMW Sauber, Renault und Red Bull legten vor dem ersten Rennen in Australien Protest gegen die am Brawn BGP 001 sowie am Williams FW31 und dem Toyota TF109 angebrachten Doppeldiffusoren ein. Die zuständigen Rennkommissare wiesen den Protest jedoch zurück und erklärten die Diffusoren für regelkonform. Im Berufungsverfahren erklärte das FIA-Sportgericht am 15. April 2009 die Doppeldiffusoren abschließend für zulässig.
Ab der Saison 2011 ist der Doppeldiffusor verboten.
Ende November erhielt Loïc Bigois den Dino Toso Racecar Aerodynamicist of the Year Award, eine Auszeichnung für den besten Aerodynamiker in der Formel 1.

### Motor
Der Brawn GP 001 nutzte einen laut FIA-Reglement mindestens 95 kg schweren FO108W-Motor von Mercedes-Benz HighPerformanceEngines, der über einen Liefervertrag zur Verfügung gestellt wurde. Deshalb befanden sich keine Mercedes-Aufkleber auf dem Rennwagen. Entsprechend dem Reglement für die Saison 2009 handelte es sich um einen selbstansaugenden 2,4-Liter-V-Motor mit acht Zylindern (90° Bankwinkel, 98 mm Bohrung) mit Drehzahlbegrenzung auf 18.000 min−1 (Umdrehungen pro Minute). Der geschätzte Verbrauch betrug 75 l/100 km Superbenzin (maximal 102 ROZ) bei einer ebenso geschätzten Leistung von 755 PS.
In der Erstversion wurde das Fahrzeug in seiner Konstruktion einem Honda-Motor angepasst. Durch den Umbau auf den Mercedes-Benz-Motor musste das Getriebe um 6 mm höher gesetzt werden; dabei gerieten die hinteren Federwege zu kurz. Durch einen zusätzlichen Ölkühler verlagerte sich der Schwerpunkt nach oben.
Der Kaufvertrag mit Mercedes-Benz wurde nach der Übernahme durch Brawn abgeschlossen. Alternativ wäre ein Kauf des Motors bei Ferrari möglich gewesen.

### Getriebe
Das halbautomatische Getriebe, hydraulisch angesteuert ohne Zugkraftunterbrechung, wurde von Honda entwickelt. Es hatte entsprechend dem Reglement sieben sequentiell zu schaltende Vorwärtsgänge bei 30 möglichen Übersetzungen sowie einen Rückwärtsgang und wurde mit zwei Schaltwippen am Lenkrad geschaltet.

### Elektronik
Die Motorsteuerung, die unter anderem für die Drehzahlbegrenzung sorgte, sowie elektronische Bauteile inklusive der Software wurden, laut Reglement der FIA vorgeschrieben, von McLaren Electronic Systems in Zusammenarbeit mit Microsoft an alle Formel-1-Teams gleichermaßen geliefert. Damit wurde eine elektronische Anfahrhilfe und Traktionskontrolle ausgeschlossen.

### KERS
Brawn GP setzte KERS nicht ein. Das System zur Rückgewinnung kinetischer Energie war nach dem Reglement für die Saison 2009 zugelassen und ermöglichte eine Leistungssteigerung von bis zu 60 kW (zirka 82 PS) für 6,67 Sekunden pro Runde. Brawn entschied sich gegen den Einsatz des Systems, da es zum einen einer Anpassung des Fahrzeugs bedurft hätte und zum anderen das Fahrzeug durch das KERS-Gewicht von 35 kg schwerer als das Mindestgewicht von 605 kg gemacht hätte. Auf das von Honda entwickelte KERS hatte das Team keinen Zugriff mehr, da es sich dabei um geistiges Eigentum des Honda-Konzerns handelte.

### Bremsen
Nach dem Reglement waren zwei unabhängige Bremskreise für Vorder- und Hinterräder vorgeschrieben, ein Antiblockiersystem war verboten. Die Bremssättel mit radial montierter Sechskolbenzange und Bremsscheiben aus Carbon-Keramik wurden vom italienischen Unternehmen Brembo (Button) und dem deutsch-amerikanischen Unternehmen Hitco (Barrichello) geliefert. Das Gewicht einer Bremsscheibe betrug ca. 1,5 kg, die optimale Betriebstemperatur lag zwischen 400 °C und 750 °C. Der Brawn BGP 001 hatte die hinteren Bremssättel unten liegend, mit kleinen Lamellen an der Innenseite, die für zusätzlichen Abtrieb sorgten.

### Reifen und Räder
Eine Bereifung mit Slicks wurde zur Saison wieder zugelassen, nachdem diese seit 1998 nicht mehr erlaubt war. Dadurch erhöhte sich der mechanische Grip (Bodenhaftung) der Reifen um 10 % und die Fahrzeuge erzielten höhere Kurvengeschwindigkeiten. Die maximale Seitenführungskraft veränderte sich durch die Slicks von 6° auf 5° Schräglaufwinkel; damit wurde der Grenzbereich schmaler. Die Reifen in der Größe 270/55 R13 vorne und 325/45 R13 hinten (Betriebsdruck 1,2–1,5 bar) in drei Spezifikationen (trocken, intermediate, nass) stellte der japanische Hersteller Bridgestone für alle Teams bereit. Die einteiligen Räder aus geschmiedetem Magnesium mit Zentralverschluss wurden von BBS Kraftfahrzeugtechnik geliefert.

## Werbung und Lackierung
Der Brawn BGP 001 war bis auf gelbe und schwarze Streifen um die „Nase“ ganz in Weiß lackiert. Während des ersten Rennens in Australien trug das Fahrzeug neben dem eigenen Logo von Brawn GP nur ein Logo des Reifenherstellers Bridgestone. Im Laufe der Saison schloss Brawn weitere Sponsorenverträge ab, sodass weitere Logos hinzukamen. Das erste dieser neuen Logos gehörte zum britischen Kleidungshersteller Henri Lloyd, kurz danach folgte die Virgin Group als Hauptsponsor des Teams. Das Schweizer Broker-Unternehmen MIG Investments war der nächste große Sponsor und erhielt ab dem Großen Preis von China eine Werbefläche auf der Front des Fahrzeugs. Ab dem Großen Preis von Großbritannien warb der britische Uhrenhersteller Graham-London auf den Seitenspiegeln der Brawn BGP 001. Zudem präsentierte der Uhrenhersteller im Rahmen der Partnerschaft zwei exklusive Uhren, die den Namenszusatz „BGP-001“ trugen.

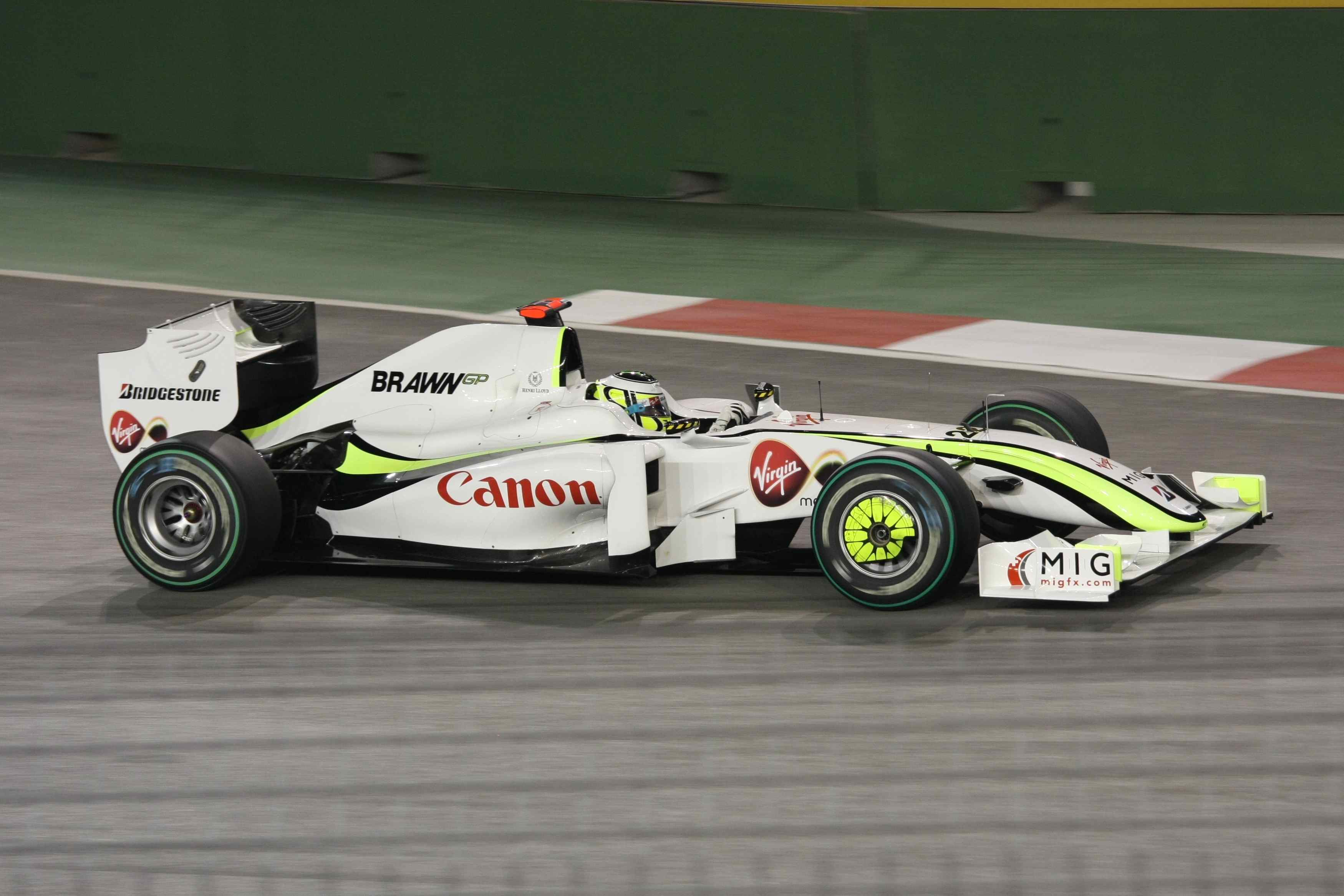
Beim Großen Preis von Singapur warb der japanische Elektronikhersteller Canon einmalig auf den Brawn-Boliden

Zusätzlich zu den permanenten Sponsoren schloss Brawn GP Sponsorenverträge für einzelne Rennen ab: Beim Großen Preis von Spanien trug das Fahrzeug das Logo und ein Bild für den Film Terminator Salvation auf der Seite des Heckflügels. Beim Großen Preis von Singapur kehrte der japanische Kamerahersteller Canon, mit Werbeaufklebern auf den Seitenkästen des Brawn BGP 001, zurück in die Formel 1. Beim Großen Preis von Japan warb der japanische Kosmetikkonzern Angfa für die Haarpflegeserie Scalp-D.
Zu Barrichellos Heimrennen in Brasilien kam es zu einem Vertrag mit der brasilianischen Brauerei Cervejaria Petrópolis ab. Der Getränkehersteller warb an dem Grand-Prix-Wochenende für seine Biermarke Itaipava und den hauseigenen Energy-Drink TNT. Beim Saisonfinale in Abu Dhabi warb der katarische Telekommunikationskonzern Qtel auf den Heckflügeln und Seitenkästen der Boliden.
Eine 2010 veröffentlichte Untersuchung durch Formula Money ergab, dass die Brawn-Sponsoren die besten Werbewerte erzielten. Auf den Spitzenplätzen lagen neun Brawn-Sponsoren in Führung. Den größten Return on Investment erzielte Cervejaria Petrópolis mit der Biermarke Itaipava mit einem Wert von 853 %.

## Formel-1-Saison 2009

### Technisches Reglement
Das Mindestgewicht inklusive Fahrer betrug 605 kg, das maximale Fahrzeuggewicht lag mit einer Tankfüllung für den ersten Stint (bis zum Nachtanken) bei etwa 665 kg. Jedem Fahrer standen für die komplette Saison insgesamt acht Motoren und je ein Getriebe für vier aufeinander folgende Veranstaltungen zur Verfügung. Eine Überschreitung dieser Regelung führte zum Zurücksetzen in der Startaufstellung um zehn bzw. fünf Plätze. Darüber hinaus wurden für jedes Team 3–8 Monocoque-Chassis gebaut, für deren Anzahl es keine Beschränkung gab. Für jedes Rennwochenende standen jedem Fahrer vierzehn Sätze Slick-Reifen, fünf Sätze Intermediate und vier Sätze Regenreifen zur Verfügung. Bridgestone bot die Slick-Reifen in vier verschiedenen Mischungen an: „supersoft/soft“ und „medium/hart“. Zwei unterschiedliche Mischungen mussten von jedem Fahrer pro Rennen verwendet werden.

### Verlauf der Saison
Insgesamt gewann der Brawn BGP 001 acht Rennen in der Saison 2009, vier davon waren Doppelsiege. Der Brawn BGP 001 zeichnete sich mit einer, den anderen Teams überlegenen, Zuverlässigkeit aus. Auf 32 Zieldurchfahrten sowie 97,2 % aller zu absolvierenden Rennrunden kam das Team im Laufe der Saison. Zwei Rennen wurden nicht beendet, eines wegen eines technischen Defektes am Getriebe, das andere wegen einer Kollision.

#### Sechs Siege aus den ersten sieben Rennen

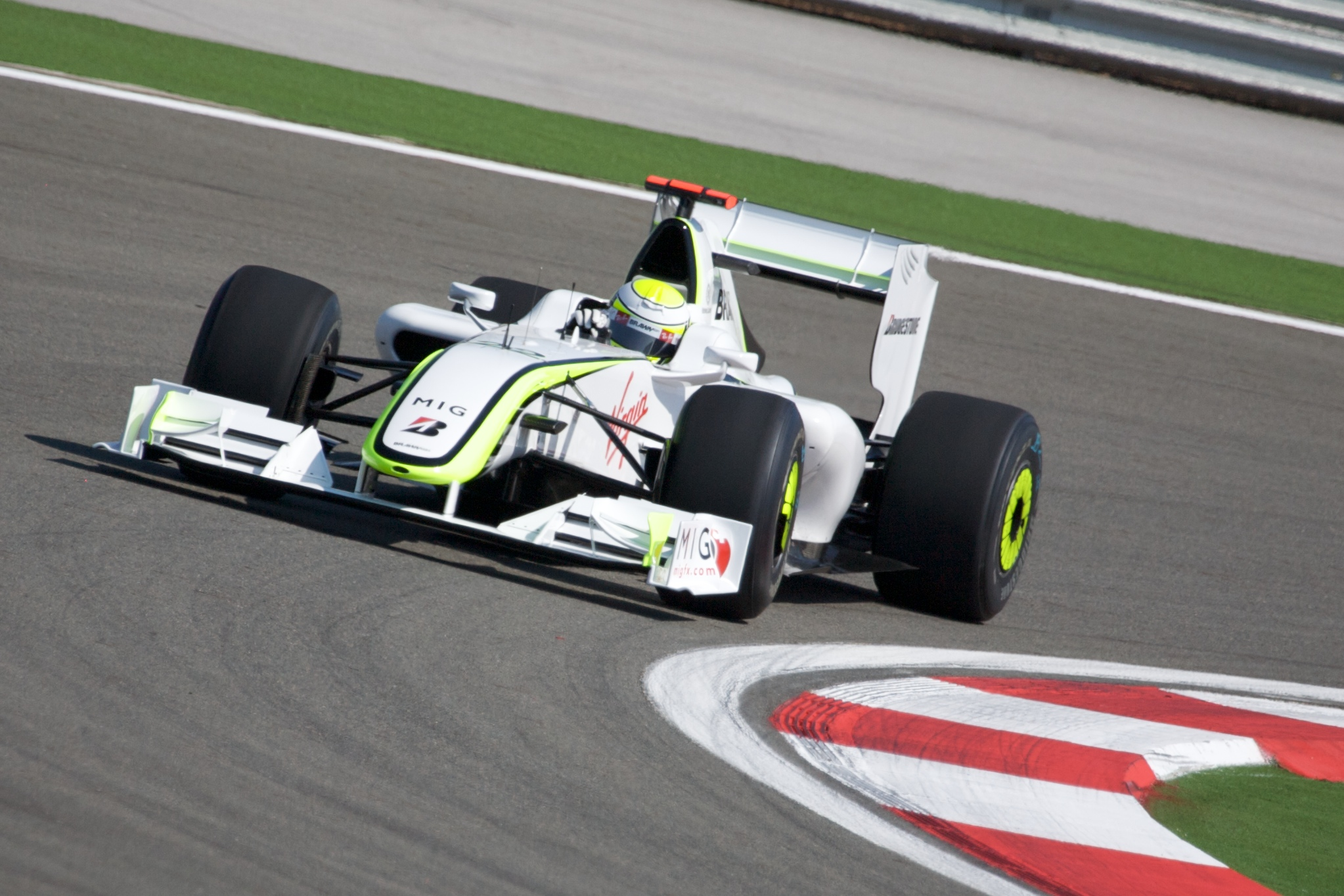
Button gewann sein letztes Saisonrennen in der Türkei

Beim Saisonauftakt, dem Großen Preis von Australien dominierten die Brawn-Piloten das Qualifying. In jedem der drei Abschnitte belegten die beiden Rennfahrer die ersten Plätze. Schließlich sicherte sich Button vor seinem Teamkollegen Barrichello die erste Pole-Position der Saison. Button gewann das Rennen mit einem Start-Ziel-Sieg vor Barrichello, der zu Beginn beinahe in einer Startkollision ausgeschieden wäre. Letztmals gelang dem Werksteam von Mercedes in der Formel-1-Saison 1954 ein Doppelsieg im ersten Rennen.
Beim zweiten Rennen der Saison, dem Großen Preis von Malaysia, startete Button erneut von der Pole-Position. Das Rennen wurde wegen schlechten Wetters abgebrochen. Button gewann das Rennen, erzielte die schnellste Runde und errang somit seinen ersten Hattrick in der Formel 1. Da weniger als 75 % der Runden absolviert worden waren, erhielten alle Piloten nur die Hälfte der regulären Punkte.
Nachdem Button beim Großen Preis von China als Dritter ins Ziel gekommen war, entschied er die folgenden vier Rennen für sich. In Spanien und Monaco reichte es zudem zu zwei weiteren Doppelsiegen. Es war das erste Mal, dass mit einem einzigen Motor drei Formel-1-Rennen in Folge gewonnen wurden. Beim Großen Preis der Türkei fiel Barrichello mit einem Getriebeschaden aus. Es war der erste Ausfall eines Brawn BGP 001.
In der Konstrukteurswertung führte Brawn-Mercedes nach den ersten sieben Rennen mit 96 zu 56,5 Punkten vor Red Bull-Renault. Button hatte mit 61 Punkten vor Barrichello (35 Punkte) und Sebastian Vettel (29 Punkte) einen deutlichen Vorsprung und sechs von sieben Rennen gewonnen. Im weiteren Verlauf der Saison erzielte Button keinen weiteren Sieg.

#### Gewinn der Weltmeistertitel trotz schwächerer Rennen
Bei den nächsten drei Großen Preisen war Barrichellos dritter Platz in Großbritannien die einzige Podest-Platzierung von Brawn. Für Schlagzeilen sorgte auch der Verlust einer Feder an Barrichellos Fahrzeug im Qualifying zum Großen Preis von Ungarn. Die verlorene Feder sprang anschließend über die Strecke, traf Felipe Massa am Kopf und löste einen schweren Unfall aus. Massa fuhr ungebremst in die Reifenstapel, musste zur Behandlung ins Krankenhaus und fiel den Rest der Saison aus. Im Rennen erzielte Brawn mit Platz sieben für Button und Platz zehn für Barrichello das bis dahin schlechtestes Saisonergebnis. In dieser Phase der Saison hatten beide Piloten immer wieder Probleme ihre Reifen auf die passende Temperatur zu bringen. Daher mussten sie zum Teil sogar während der Rennen durch Zickzackfahren ihre Reifen aufwärmen.
Nach der Sommerpause erzielte Barrichello beim Großen Preis von Europa seinen ersten Sieg im Brawn BGP 001. Nachdem die McLaren-Piloten das Qualifying bestimmt hatten und von den Plätzen eins und zwei ins Rennen gegangen waren, entschied der von Platz drei startende Barrichello durch eine gute Strategie und Pech seiner Konkurrenten das Rennen für sich. Seine Überholmanöver fanden jeweils beim Boxenstopp statt. Es war Barrichellos erster Sieg seit dem Großen Preis von China 2004.

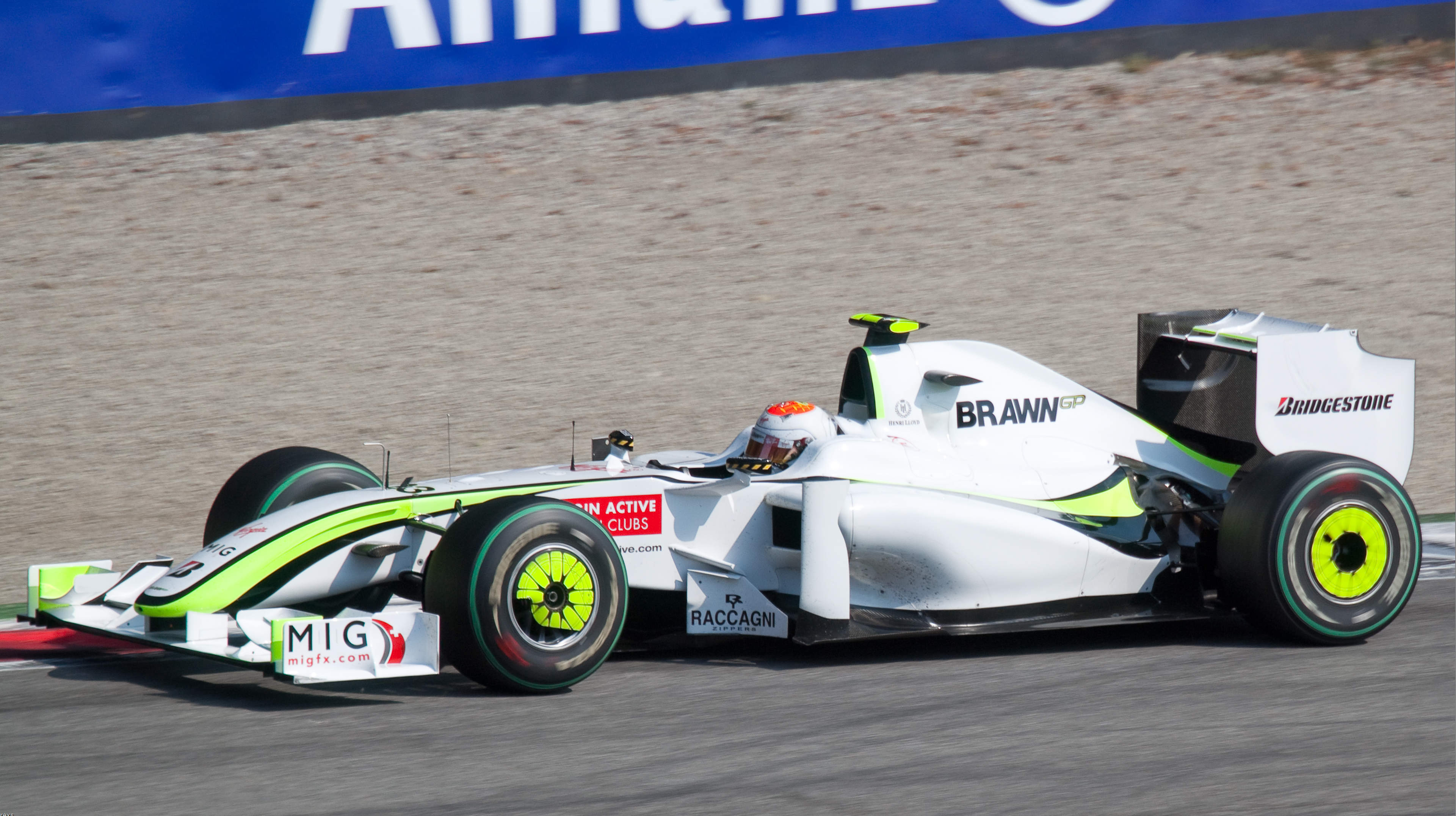
Beim vierten Doppelsieg von Brawn GP in Italien gewann Barrichello vor Button

Beim nächsten Grand Prix in Belgien fiel Button nach einer Kollision mit Romain Grosjean erstmals aus. Mit einem siebten Platz von Barrichello war das Wochenende in Spa-Francorchamps das schlechteste für den Brawn BGP 001. Ein Rennen später, beim letzten europäischen Rennen in Italien, erzielte Brawn mit einer Ein-Stopp-Strategie den vierten Doppelsieg in der Saison. Barrichello gewann das Rennen vor Button. Der Sieg in Monza war der letzte Sieg des Brawn BGP 001.
Bei den asiatischen Rennen in Singapur und Japan gelang es den gegnerischen Teams den Punktevorsprung von Brawn weiter zu reduzieren. Bei noch 20 zu vergebenden Punkten hatte Button einen Vorsprung von 14 Punkten auf Barrichello und 16 Punkten auf Vettel. In der Konstrukteurswertung führte Brawn-Mercedes mit 35,5 Punkten Vorsprung auf Red Bull-Renault.
Beim Großen Preis von Brasilien gewann Button schließlich seinen ersten Weltmeistertitel. Barrichello erzielte in einem chaotischen Qualifying, das mit einer Dauer von 161 Minuten das längste der Formel-1-Geschichte war, die Pole-Position, während Button den 14. und Vettel den 16. Platz belegte. Im Rennen hatte Barrichello das für ihn typische Pech bei seinem Heimrennen: Nach einem Reifenschaden kam er nur auf dem achten Platz ins Ziel. Button zeigte hingegen einige Überholmanöver und verbesserte sich auf den fünften Platz. Damit war sein Vorsprung auf alle anderen Piloten so groß, dass er vorzeitig Weltmeister wurde. Ebenfalls gewann Brawn-Mercedes den Konstrukteursweltmeistertitel vorzeitig vor Red Bull-Renault.
Das Duell um den zweiten Platz in der Fahrerweltmeisterschaft wurde schließlich beim Saisonfinale in Abu Dhabi entschieden. Vettel gewann das Rennen und wurde vor Barrichello Vizeweltmeister. Bei diesem Rennen stand Button außerdem als Dritter zum neunten Mal in der Saison auf dem Podium.
In der zweiten Saisonhälfte gelang es Brawn nicht mehr, die dominanten Leistungen aus den ersten sieben Rennen zu wiederholen. Die Gründe hierfür waren vielfältig: Die anderen Teams rüsteten im Laufe der Saison deutlich nach und übernahmen auffällige Merkmale des Brawn BGP 001, wie beispielsweise den Doppeldiffusor. Außerdem hatte Brawn in der zweiten Saisonhälfte deutliche Probleme mit den Reifen, unter anderem die Vorderradreifen auf Temperatur zu bringen und Graining. Da der Brawn BGP 001 zum Untersteuern neigte und die richtige Balance des Fahrzeugs auf eher langsamere Strecken ausgelegt war, verstärkte sich das Untersteuern bei schnelleren Strecken.

### Ergebnisse
| Fahrer               | Nr.                  | 1 | 2 | 3 | 4 | 5 | 6 | 7   | 8 | 9 | 10 | 11 | 12  | 13 | 14 | 15 | 16 | 17 | Punkte | Rang |
| -------------------- | -------------------- | - | - | - | - | - | - | --- | - | - | -- | -- | --- | -- | -- | -- | -- | -- | ------ | ---- |
| Formel-1-Saison 2009 | Formel-1-Saison 2009 |   |   |   |   |   |   |     |   |   |    |    |     |    |    |    |    |    | 172    | 1.   |
| J. Button            | 22                   | 1 | 1 | 3 | 1 | 1 | 1 | 1   | 6 | 5 | 7  | 7  | DNF | 2  | 5  | 8  | 5  | 3  | 172    | 1.   |
| R. Barrichello       | 23                   | 2 | 5 | 4 | 5 | 2 | 2 | DNF | 3 | 6 | 10 | 1  | 7   | 1  | 6  | 7  | 8  | 4  | 172    | 1.   |

| Legende  | Legende            | Legende                                                          |
| Farbe    | Abkürzung          | Bedeutung                                                        |
| -------- | ------------------ | ---------------------------------------------------------------- |
| Gold     | –                  | Sieg                                                             |
| Silber   | –                  | 2. Platz                                                         |
| Bronze   | –                  | 3. Platz                                                         |
| Grün     | –                  | Platzierung in den Punkten                                       |
| Blau     | –                  | Klassifiziert außerhalb der Punkteränge                          |
| Violett  | DNF                | Rennen nicht beendet (did not finish)                            |
| Violett  | NC                 | nicht klassifiziert (not classified)                             |
| Rot      | DNQ                | nicht qualifiziert (did not qualify)                             |
| Rot      | DNPQ               | in Vorqualifikation gescheitert (did not pre-qualify)            |
| Schwarz  | DSQ                | disqualifiziert (disqualified)                                   |
| Weiß     | DNS                | nicht am Start (did not start)                                   |
| Weiß     | WD                 | zurückgezogen (withdrawn)                                        |
| Hellblau | PO                 | nur am Training teilgenommen (practiced only)                    |
| Hellblau | TD                 | Freitags-Testfahrer (test driver)                                |
| ohne     | DNP                | nicht am Training teilgenommen (did not practice)                |
| ohne     | INJ                | verletzt oder krank (injured)                                    |
| ohne     | EX                 | ausgeschlossen (excluded)                                        |
| ohne     | DNA                | nicht erschienen (did not arrive)                                |
| ohne     | C                  | Rennen abgesagt (cancelled)                                      |
| ohne     | keine WM-Teilnahme |                                                                  |
| sonstige | P/fett             | Pole-Position                                                    |
| sonstige | 1/2/3/4/5/6/7/8    | Punktplatzierung im Sprint-/Qualifikationsrennen                 |
| sonstige | SR/kursiv          | Schnellste Rennrunde                                             |
| sonstige | *                  | nicht im Ziel, aufgrund der zurückgelegten Distanz aber gewertet |
| sonstige | ()                 | Streichresultate                                                 |
| sonstige | unterstrichen      | Führender in der Gesamtwertung                                   |

## Verbleib nach der Saison
Bei den Young Driver Days vom 1. bis zum 3. Dezember 2009 auf dem Circuito de Jerez fuhr der Brawn BGP 001 zum letzten Mal bei einer reinen Formel-1-Veranstaltung, als an drei Testtagen Piloten mit wenig Erfahrung im Formel-1-Auto fuhren. Brawn setzte bei den Tests Mike Conway, einen britischen Piloten aus der IndyCar Series, und Marcus Ericsson, einen schwedischen Rennfahrer, der 2009 die japanische Formel-3-Meisterschaft gewonnen hatte, ein. Beide Piloten teilten sich den Rennwagen an jedem Testtag. Conway war jeweils der schnellere Brawn-Pilot.
Zwischen dem Ende der Saison 2008 und dem Beginn der Saison 2009 hatte das Team 4 Chassis gefertigt. Die ersten zwei Chassis sollten dem geplanten Honda RA109 dienen. Nachdem Honda sich aus der Formel 1 zurückzog und das Team an Brawn verkaufte, wurden diese Chassis nie zu Boliden fertiggestellt. Die Chassis ähnelten denen des späteren Brawn BGP001, wiesen jedoch im hinteren Bereich signifikante Unterschiede auf. So erforderte die Integration des Mercedes-Motors einen anders geformten Öl-Tank als beim Honda-Motor, wodurch 2 neue Monocoques gefertigt wurden. Ein weiteres wurde als Ersatz fertiggestellt.
Das Chassis BGP001-01 wurde von Rubens Barrichello gefahren. Es war bis zum Qualifying zum Großen Preis von Singapur im Einsatz, als Barrichello verunfallte und das Chassis beschädigt wurde. Der Bolide ist heute im Besitz von Jenson Button, der sich vor der Saison vertraglich festschreiben ließ, dass er im Falle des Sieges der Weltmeisterschaft den von ihm gefahrenen Boliden oder einen gleicher Art erhält. Dieser Bolide ist nicht fahrtauglich.
Das Chassis BGP001-02 wurde von Jenson Button gefahren. Es war in allen Rennen der Saison 2009 im Einsatz. Jener Bolide ist im Besitz von Ross Brawn. Der Wagen wurde mehrere Jahre später u. a. beim Goodwood Festival of Speed 2016, 2018 und 2019 gezeigt. Ross Brawn erklärte im Rahmen des Festivals, dass das größte Problem bei der Instandsetzung des Wagens darin bestand, kompatible ältere Laptops aufzutreiben, um die Steuersoftware des Wagens zu laden und zu starten.
Das Chassis BGP001-03 wurde von Rubens Barrichello ab dem Großen Preis von Singapur gefahren. Nachdem das Team nach dem Ende der Saison an die Daimler AG verkauft worden war, wurde es in Mercedes Grand Prix umbenannt. Da das Nachfolgemodell des Brawn BGP 001, der Mercedes MGP W01, bei der Teampräsentation von Mercedes Grand Prix noch nicht fertig gestellt war, wurde der Öffentlichkeit der umlackierte Brawn BGP001-03 gezeigt. Mercedes zeigte den Wagen auch beim Goodwood Festival of Speed 2011.